# Psychini
Tribu
Synonymes
- Luffiidi Tutt, 1900
- Proutiidi Tutt, 1900

Les Psychini sont une tribu d'insectes lépidoptères de la famille des Psychidae.

## Classification
La tribu des Psychini est attribuée, en 1829, au lépidoptériste français Jean-Baptiste Boisduval (1799-1879).

### Synonymes
Cette tribu a deux synonymes :
- Luffiidi Tutt, 1900
- Proutiidi Tutt, 1900

## Liste des genres
Selon BioLib en 2023 :
- Bacotia Tutt, 1899
- Bruandia Tutt, 1900
- Luffia Tutt, 1899
- Proutia Tutt, 1899
- Psyche Schrank, 1801[1]